# Нарцоле
Нарцоле (итал. Narzole) је насеље у Италији у округу Кунео, региону Пијемонт.
Према процени из 2011. у насељу је живело 1515 становника. Насеље се налази на надморској висини од 328 м.

## Становништво
Према резултатима пописа становништва 2011. у општини је живело 3.532 становника.
| 1931. | 1936. | 1951. | 1961. | 1971. | 1981. | 1991. | 2001. | 2011. |
| ----- | ----- | ----- | ----- | ----- | ----- | ----- | ----- | ----- |
| 3.897 | 3.801 | 3.487 | 3.050 | 2.859 | 2.822 | 3.081 | 3.305 | 3.532 |

## Партнерски градови
- Tende